# Antonio Tolomeo Gallio Trivulzio
Antonio Tolomeo Gallio Trivulzio, V principe della Val Mesolcina (Milano, 22 maggio 1692 – Milano, 30 dicembre 1767), è stato un nobile e filantropo italiano.
È ricordato in particolare per essere stato il fondatore del Pio Albergo Trivulzio, una delle più importanti istituzioni caritatevoli della città di Milano, tuttora operativa.

## Biografia

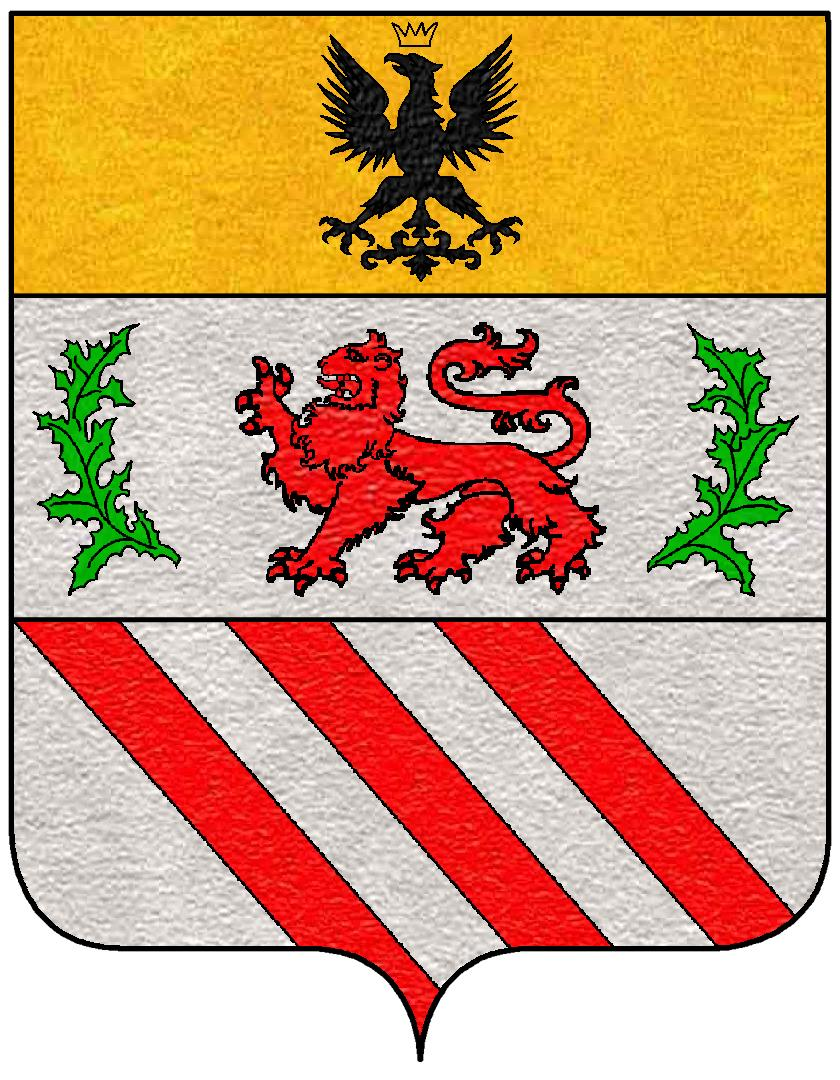
Stemma Gallio

Nato a Milano nel 1692, Antonio Tolomeo era figlio di Antonio Teodoro Gaetano Gallio Trivulzio e di sua moglie, Lucrezia Borromeo. Proveniente da una delle famiglie emergenti dal Seicento in Lombardia, Antonio era imparentato con il celebre cardinale Tolomeo Gallio, nonché con i Borromeo e con i Trivulzio. La sua famiglia, originaria del comasco, era inoltre direttamente imparentata con i duchi di Alvito, da cui il ramo di Antonio Tolomeo si era ritrasferito a Milano. Proprio per cogliere l'eredità della famiglia Trivulzio, con cui suo padre era imparentato, Antonio Teodoro Gaetano aggiunse al proprio il cognome dei Trivulzio ottenendo poi alla morte del cugino anche i suoi titoli nobiliari e una copiosa eredità.
Il giovane Antonio Tolomeo crebbe a Milano dove si formò presso i circoli più importanti della buona società, frequentando i salotti milanesi ma venendo sin da subito introdotto anche in quelli viennesi. Aderì entusiasta all'illuminismo grazie all'amicizia personale che lo legava a Pietro Verri, a Cesare Beccaria e a Pietro Metastasio.
Intrapresa la carriera nelle istituzioni civili, fu decurione a Milano nel 1718, capitano della Guardia Alemanna nel Regno di Napoli dal 1720, colonnello (1721) e generale (1728) dell'esercito imperiale. Nel 1723 l'imperatore Carlo VI d'Asburgo lo nominò suo gentiluomo di camera. Nel un 1736 fu testimone del contratto di matrimonio tra Carlo Cosimo Medici di Marignano, marchese di Melegnano, e Maria Teresa Ayanx y Vreta, marchesa di Caparrosso.
Nel pieno spirito umanitario dell'illuminismo si interessò in particolare alle condizioni di povertà in cui versava una gran parte della popolazione della Milano dell'epoca, dando inizio a piccole opere di carità personali che confluirono anni dopo nella realizzazione di un ben più ampio progetto. Dopo avere superato infatti le diatribe insorte per l'eredità dei Trivulzio, consolidatesi con il suo matrimonio con Maria, appartenente a quella casata, e con il beneplacito della corte di Vienna, Antonio Tolomeo redasse testamento il 23 agosto 1766, gettando le basi fondamentali per la costituzione del Pio Albergo Trivulzio, la prima istituzione caritatevole moderna non religiosa realizzata nella città di Milano, che avrebbe dovuto occuparsi dei poveri e degli indigenti, secondo le sue stesse istruzioni. A garanzia della riuscita del progetto donò all'istituzione che avrebbe dovuto sorgere una sede, il proprio palazzo in città, e nominò suo esecutore il barnabita Ermenegildo Pini.
Il principe morì il 30 dicembre 1767 e, dopo i necessari lavori di adattamento, il Pio Albergo Trivulzio aprì i battenti quattro anni dopo. I posti letto erano saliti a quattrocento già nel 1791, quando venne redatto un primo regolamento per l'istituzione. La sua natura non religiosa fece sì che con le soppressioni dei beni ecclesiastici volute da Giuseppe II d'Asburgo-Lorena al Pio Albergo Trivulzio venissero aggregati altri enti già presenti a Milano (nel 1772 l'Opera Pia Sertoria, nel 1786 l'Ospedale dei Vecchi di Porta Vercellina, nel 1787 il Luogo Pio Pertusati di Pavia).

## Matrimonio e figli
Il 10 dicembre 1718 a Milano sposò Maria Archinto (7 settembre 1696-30 settembre 1762), già vedova del marchese ereditario Carlo Giorgio Clerici, figlia di Carlo Archinto, II marchese di Parona, e di sua moglie, Giulia Barbiano di Belgioioso. La coppia ebbe due figlie, entrambe morte in tenera età:
- Maria Lucrezia (18 settembre 1723-14 giugno 1727)
- Maria Teresa (gennaio 1735-10 luglio 1739)

## Albero genealogico
|                                           |                                            |                                                               | Genitori                                             |  |  | Nonni |  |  | Bisnonni                               |  |  | Trisnonni                           |  |
|                                           |                                            |                                                               |                                                      |  |  |       |  |  | Francesco I Gallio, III duca di Alvito |  |  | Tolomeo I Gallio, II duca di Alvito |  |
|                                           |                                            |                                                               |                                                      |  |  |       |  |  | Francesco I Gallio, III duca di Alvito |  |  | Tolomeo I Gallio, II duca di Alvito |  |
|                                           |                                            | Partenia Bonelli                                              |                                                      |  |  |       |  |  | Francesco I Gallio, III duca di Alvito |  |  |                                     |  |
| Tolomeo II Gallio, IV duca di Alvito      |                                            |                                                               |                                                      |  |  |       |  |  | Francesco I Gallio, III duca di Alvito |  |  |                                     |  |
|                                           |                                            | Giustina Borromeo                                             | Renato I Borromeo, X conte di Arona                  |  |  |       |  |  |                                        |  |  |                                     |  |
|                                           |                                            | Giustina Borromeo                                             | Renato I Borromeo, X conte di Arona                  |  |  |       |  |  |                                        |  |  |                                     |  |
|                                           |                                            | Giustina Borromeo                                             | Ersilia Farnese                                      |  |  |       |  |  |                                        |  |  |                                     |  |
| Antonio Teodoro Gaetano Gallio Trivulzio  |                                            | Giustina Borromeo                                             |                                                      |  |  |       |  |  |                                        |  |  |                                     |  |
|                                           |                                            | Giangiacomo Teodoro Trivulzio, I principe della Val Mesolcina | Carlo Emanuele Teodoro Trivulzio, III conte di Melzo |  |  |       |  |  |                                        |  |  |                                     |  |
|                                           |                                            | Giangiacomo Teodoro Trivulzio, I principe della Val Mesolcina | Carlo Emanuele Teodoro Trivulzio, III conte di Melzo |  |  |       |  |  |                                        |  |  |                                     |  |
|                                           |                                            | Giangiacomo Teodoro Trivulzio, I principe della Val Mesolcina | Caterina Gonzaga                                     |  |  |       |  |  |                                        |  |  |                                     |  |
| Ottavia Trivulzio                         |                                            | Giangiacomo Teodoro Trivulzio, I principe della Val Mesolcina |                                                      |  |  |       |  |  |                                        |  |  |                                     |  |
|                                           |                                            | Giovanna Maria Grimaldi                                       | Ercole Grimaldi, signore di Monaco                   |  |  |       |  |  |                                        |  |  |                                     |  |
|                                           |                                            | Giovanna Maria Grimaldi                                       | Ercole Grimaldi, signore di Monaco                   |  |  |       |  |  |                                        |  |  |                                     |  |
|                                           |                                            | Giovanna Maria Grimaldi                                       | Maria Landi                                          |  |  |       |  |  |                                        |  |  |                                     |  |
| Antonio Tolomeo Gallio Trivulzio          |                                            | Giovanna Maria Grimaldi                                       |                                                      |  |  |       |  |  |                                        |  |  |                                     |  |
|                                           | Carlo III Borromeo, III marchese di Angera | Renato I Borromeo, X conte di Arona                           |                                                      |  |  |       |  |  |                                        |  |  |                                     |  |
|                                           | Carlo III Borromeo, III marchese di Angera | Renato I Borromeo, X conte di Arona                           |                                                      |  |  |       |  |  |                                        |  |  |                                     |  |
|                                           | Carlo III Borromeo, III marchese di Angera | Ersilia Farnese                                               |                                                      |  |  |       |  |  |                                        |  |  |                                     |  |
| Renato II Borromeo, IV marchese di Angera | Carlo III Borromeo, III marchese di Angera |                                                               |                                                      |  |  |       |  |  |                                        |  |  |                                     |  |
|                                           |                                            | Isabella D'Adda                                               | Ercole D'Adda                                        |  |  |       |  |  |                                        |  |  |                                     |  |
|                                           |                                            | Isabella D'Adda                                               | Ercole D'Adda                                        |  |  |       |  |  |                                        |  |  |                                     |  |
|                                           |                                            | Isabella D'Adda                                               | Margherita D'Adda                                    |  |  |       |  |  |                                        |  |  |                                     |  |
| Lucrezia Borromeo                         |                                            | Isabella D'Adda                                               |                                                      |  |  |       |  |  |                                        |  |  |                                     |  |
|                                           |                                            | Bartolomeo III Arese, II conte di Castel Lambro               | Giulio Arese, I conte di Castel Lambro               |  |  |       |  |  |                                        |  |  |                                     |  |
|                                           |                                            | Bartolomeo III Arese, II conte di Castel Lambro               | Giulio Arese, I conte di Castel Lambro               |  |  |       |  |  |                                        |  |  |                                     |  |
|                                           |                                            | Bartolomeo III Arese, II conte di Castel Lambro               | Margherita Legnani                                   |  |  |       |  |  |                                        |  |  |                                     |  |
| Giulia Arese                              |                                            | Bartolomeo III Arese, II conte di Castel Lambro               |                                                      |  |  |       |  |  |                                        |  |  |                                     |  |
|                                           |                                            | Lucrezia Omodei                                               | Carlo Omodei, marchese di Piovera                    |  |  |       |  |  |                                        |  |  |                                     |  |
|                                           |                                            | Lucrezia Omodei                                               | Carlo Omodei, marchese di Piovera                    |  |  |       |  |  |                                        |  |  |                                     |  |
|                                           |                                            | Lucrezia Omodei                                               | Beatrice Lurani                                      |  |  |       |  |  |                                        |  |  |                                     |  |
|                                           |                                            | Lucrezia Omodei                                               |                                                      |  |  |       |  |  |                                        |  |  |                                     |  |